# Wewnętrzna służba ochrony
Treść tego artykułu należy opracować w taki sposób, aby nie uwypuklała nadmiernie polskiej specyfiki / aby nie zawężała się tylko do polskich warunków
Dokładniejsze informacje o tym, co należy poprawić, być może znajdują się w dyskusji tego artykułu.
 Po wyeliminowaniu niedoskonałości należy usunąć szablon {{Dopracować}} z tego artykułu.
Wewnętrzna służba ochrony – rodzaj tzw. służby paramundurowej stanowiącej umundurowaną formację zorganizowaną w strukturze danego przedsiębiorcy lub innej jednostki organizacyjnej jako zespół jej pracowników wyodrębniony celem ochrony osób i mienia. W jej ramach może funkcjonować specjalistyczna uzbrojona formacja ochronna. 
Wewnętrzne służby ochrony zastąpiły dawne Straże Przemysłowe.

## Status członków
Osoby wchodzące w skład wewnętrznych służb ochrony są pracownikami danej instytucji zatrudnionymi na podstawie umowy o pracę, w przeciwieństwie do funkcjonariuszy służb mundurowych sensu stricto zatrudnionych na podstawie stosunku służbowego prawa administracyjnego. Często bywa natomiast, że pracownicy wewnętrznych służb ochrony są w świetle prawa uważani za funkcjonariuszy publicznych (w przypadku pracowników niektórych instytucji państwowych) lub korzystają z ochrony prawnej należnej funkcjonariuszom publicznym, jeżeli pracują na obszarze lub w obiekcie podlegającym obowiązkowej ochronie (np. Metro Warszawskie, lotniska, sądy itp.). Niekiedy możliwe jest także oddelegowanie funkcjonariusza służby mundurowej sensu stricto do określonej wewnętrznej służby ochrony, np. funkcjonariusz Służby Więziennej może być za swoją zgodą oddelegowany do Służby Ochrony KOZZD, mając w takim przypadku w stosunku do nadzorowanych osób uprawnienia wyłącznie takie jak pozostali członkowie Służby Ochrony KOZZD.

## Lista wybranych wewnętrznych służb ochrony i ich rodzajów
Przykłady wewnętrznych służby ochrony:
- Straż Metra Warszawskiego (Metro Warszawskie),
- Straż Archiwalna (archiwa państwowe)
- Straż Pocztowa (Poczta Polska),
- Straż Bankowa (Narodowy Bank Polski),
- Służba Ochrony Gmachu Najwyższej Izby Kontroli (NIK),
- Służba Ochrony Biblioteki Narodowej,
- Służba Ochrony Instytutu Pamięci Narodowej (IPN),
- Straż Zamkowa Zamku Królewskiego na Wawelu,
- Straż Zamkowa Zamku Królewskiego w Warszawie,
- Służba Ochrony Krajowego Ośrodka Zapobiegania Zachowaniom Dyssocjalnym

Przykłady rodzajów wewnętrznych służby ochrony:
- Służba ochrony muzeum/straż muzealna (pozostałe muzea),
- Straż/Służba ochrony lotniska (porty lotnicze),
- Straż/Służba ochrony portu (porty morskie),
- Straż uniwersytecka (uniwersytety),
- Straż akademicka (pozostałe uczelnie akademickie),
- Oddział wart cywilnych (OWC)
- służby ochrony zakładów psychiatrycznych lub odwykowych dysponujących warunkami wzmocnionego lub maksymalnego zabezpieczenia.